# Lista amerykańskich senatorów ze stanu Wirginia Zachodnia
Lista amerykańskich senatorów ze stanu Wirginia Zachodnia – senatorzy wybrani ze stanu Wirginia Zachodnia.
Stan Wirginia Zachodnia został włączony do Unii 20 czerwca 1863 roku po odłączeniu się od Wirginii. Posiada prawo do mandatów senatorskich 1. i 2. klasy. Do 8 kwietnia 1913 roku (ratyfikowania 17. poprawki do Konstytucji) senatorowie byli wybierani przez stanowy parlament. Od tego czasu wybierani są w wyborach powszechnych.

## 1. Klasa
| Lp.   | Imię i nazwisko        | Imię i nazwisko | Od                | Do                | Partia               | Kadencja                                                 | Uwagi |
| ----- | ---------------------- | --------------- | ----------------- | ----------------- | -------------------- | -------------------------------------------------------- | --- |
| 1     | Peter G. Van Winkle    |                 | 4 sierpnia 1863   | 4 marca 1869      | Partia Republikańska | 1                                                        | Wybrany w 1863                                                                                                   |
| 2     | Arthur I. Boreman      |                 | 4 marca 1869      | 4 marca 1875      | Partia Republikańska | 2                                                        | Nie starał się o reelekcję                                                                                       |
| 3     | Allen T. Caperton      |                 | 4 marca 1875      | 26 lipca 1876     | Partia Demokratyczna | 3                                                        | Zmarł w trakcie pełnienia urzędu w 1876                                                                          |
| Wakat | Wakat                  | Wakat           | 26 lipca 1876     | 26 sierpnia 1876  |                      | 3                                                        | |
| 4     | Samuel Price           |                 | 26 sierpnia 1876  | 26 stycznia 1877  | Partia Demokratyczna | 3                                                        | Mianowany do kontynuowania kadencji w 1876 Przegrał w wyborach specjalnych o dokończenie kadencji w 1877         |
| Wakat | Wakat                  | Wakat           | 26 stycznia 1877  | 31 stycznia 1877  |                      | 3                                                        | |
| 5     | Frank Hereford         |                 | 31 stycznia 1877  | 4 marca 1881      | Partia Demokratyczna | 3                                                        | Wybrany do dokończenia kadencji w wyborach specjalnych w 1877                                                    |
| 6     | Johnson N. Camden      |                 | 4 marca 1881      | 4 marca 1887      | Partia Demokratyczna | 4                                                        | |
| 7     | Charles James Faulkner |                 | 4 marca 1887      | 4 marca 1899      | Partia Demokratyczna | 5                                                        | Wybrany w 1887                                                                                                   |
| 7     | Charles James Faulkner | 6               | 4 marca 1887      | 4 marca 1899      | Partia Demokratyczna | Reelekcja w 1893 Nie starał się o reelekcję w 1898       | |
| 8     | Nathan B. Scott        |                 | 4 marca 1899      | 4 marca 1911      | Partia Republikańska | 7                                                        | Wybrany w 1898                                                                                                   |
| 8     | Nathan B. Scott        | 8               | 4 marca 1899      | 4 marca 1911      | Partia Republikańska | Reelekcja w 1904 Przegrał wybory w 1910                  | |
| 9     | William E. Chilton     |                 | 4 marca 1911      | 4 marca 1917      | Partia Demokratyczna | 9                                                        | Wybrany w 1910 Przegrał wybory w 1916                                                                            |
| 10    | Howard Sutherland      |                 | 4 marca 1917      | 4 marca 1923      | Partia Republikańska | 10                                                       | Wybrany w 1916 Przegrał wybory w 1922                                                                            |
| 11    | Matthew M. Neely       |                 | 4 marca 1923      | 4 marca 1929      | Partia Demokratyczna | 11                                                       | Wybrany w 1922 Przegrał wybory w 1928                                                                            |
| 12    | Henry D. Hatfield      |                 | 4 marca 1929      | 3 stycznia 1935   | Partia Republikańska | 12                                                       | Wybrany w 1928 Przegrał wybory w 1934                                                                            |
| Wakat | Wakat                  | Wakat           | 3 stycznia 1935   | 19 czerwca 1935   |                      | 13                                                       | Wybrany senator był zbyt młody, by objąć urząd                                                                   |
| 13    | Rush D. Holt Sr.       |                 | 19 czerwca 1935   | 3 stycznia 1941   | Partia Demokratyczna | 13                                                       | Wybrany w 1934 Objął urząd po ukończeniu 30. roku życia Przegrał prawybory w 1940                                |
| 14    | Harley M. Kilgore      |                 | 3 stycznia 1941   | 28 lutego 1956    | Partia Demokratyczna | 14                                                       | Wybrany w 1940                                                                                                   |
| 14    | Harley M. Kilgore      | 15              | 3 stycznia 1941   | 28 lutego 1956    | Partia Demokratyczna | Reelekcja w 1946                                         | |
| 14    | Harley M. Kilgore      | 16              | 3 stycznia 1941   | 28 lutego 1956    | Partia Demokratyczna | Reelekcja w 1952 Zmarł w trakcie pełnienia urzędu w 1956 | |
| Wakat | Wakat                  | Wakat           | 28 lutego 1956    | 13 marca 1956     |                      | 16                                                       | |
| 15    | William R. Laird, III  |                 | 13 marca 1956     | 6 listopada 1956  | Partia Demokratyczna | 16                                                       | Mianowany do kontynuowania kadencji w 1956 Zrezygnował po wyborze następcy                                       |
| 16    | W. Chapman Revercomb   |                 | 7 listopada 1956  | 3 stycznia 1959   | Partia Republikańska | 16                                                       | Wybrany do dokończenia kadencji w wyborach specjalnych w 1956 Przegrał wybory na pełną, 6-letnią kadencję w 1958 |
| 17    | Robert Byrd            |                 | 3 stycznia 1959   | 28 czerwca 2010   | Partia Demokratyczna | 17                                                       | Wybrany w 1958                                                                                                   |
| 17    | Robert Byrd            | 18              | 3 stycznia 1959   | 28 czerwca 2010   | Partia Demokratyczna | Reelekcja w 1964                                         | |
| 17    | Robert Byrd            | 19              | 3 stycznia 1959   | 28 czerwca 2010   | Partia Demokratyczna | Reelekcja w 1970                                         | |
| 17    | Robert Byrd            | 20              | 3 stycznia 1959   | 28 czerwca 2010   | Partia Demokratyczna | Reelekcja w 1976                                         | |
| 17    | Robert Byrd            | 21              | 3 stycznia 1959   | 28 czerwca 2010   | Partia Demokratyczna | Reelekcja w 1982                                         | |
| 17    | Robert Byrd            | 22              | 3 stycznia 1959   | 28 czerwca 2010   | Partia Demokratyczna | Reelekcja w 1988                                         | |
| 17    | Robert Byrd            | 23              | 3 stycznia 1959   | 28 czerwca 2010   | Partia Demokratyczna | Reelekcja w 1994                                         | |
| 17    | Robert Byrd            | 24              | 3 stycznia 1959   | 28 czerwca 2010   | Partia Demokratyczna | Reelekcja w 2000                                         | |
| 17    | Robert Byrd            | 25              | 3 stycznia 1959   | 28 czerwca 2010   | Partia Demokratyczna | Reelekcja w 2006 Zmarł w trakcie pełnienia urzędu w 2010 | |
| Wakat | Wakat                  | Wakat           | 28 czerwca 2010   | 16 lipca 2010     |                      | 25                                                       | |
| 18    | Carte Goodwin          |                 | 16 lipca 2010     | 15 listopada 2010 | Partia Demokratyczna | 25                                                       | Mianowany do kontynuowania kadencji w 2010 Zrezygnował po wyborze następcy                                       |
| 19    | Joe Manchin            |                 | 15 listopada 2010 | nadal             | Partia Demokratyczna | 25                                                       | Wybrany do dokończenia kadencji w wyborach specjalnych w 2010                                                    |
| 19    | Joe Manchin            | 26              | 15 listopada 2010 | nadal             | Partia Demokratyczna | Reelekcja w 2012                                         | |
| 19    | Joe Manchin            | 27              | 15 listopada 2010 | nadal             | Partia Demokratyczna | Reelekcja w 2018                                         | |

## 2. Klasa
| Lp.   | Imię i nazwisko         | Imię i nazwisko | Od                | Do               | Partia               | Kadencja                                                       | Uwagi |
| ----- | ----------------------- | --------------- | ----------------- | ---------------- | -------------------- | -------------------------------------------------------------- | --- |
| 1     | Waitman T. Willey       |                 | 4 sierpnia 1863   | 4 marca 1871     | Partia Republikańska | 1                                                              | Wybrany w 1863 |
| 1     | Waitman T. Willey       | 2               | 4 sierpnia 1863   | 4 marca 1871     | Partia Republikańska | Reelekcja w 1865                                               | |
| 2     | Henry G. Davis          |                 | 4 marca 1871      | 4 marca 1883     | Partia Demokratyczna | 3                                                              | Wybrany w 1871 |
| 2     | Henry G. Davis          | 4               | 4 marca 1871      | 4 marca 1883     | Partia Demokratyczna | Reelekcja w 1877 Nie starał się o reelekcję w 1883             | |
| 3     | John E. Kenna           |                 | 4 marca 1883      | 11 stycznia 1893 | Partia Demokratyczna | 5                                                              | Wybrany w 1883 |
| 3     | John E. Kenna           | 6               | 4 marca 1883      | 11 stycznia 1893 | Partia Demokratyczna | Reelekcja w 1889 Zmarł w trakcie pełnienia urzędu w 1893       | |
| Wakat | Wakat                   | Wakat           | 11 stycznia 1893  | 25 stycznia 1893 |                      | 6                                                              | |
| 4     | Johnson N. Camden       |                 | 25 stycznia 1893  | 4 marca 1895     | Partia Demokratyczna | 6                                                              | Wybrany do dokończenia kadencji w wyborach specjalnych w 1893                                                           |
| 5     | Stephen Benton Elkins   |                 | 4 marca 1895      | 4 stycznia 1911  | Partia Republikańska | 7                                                              | |
| 5     | Stephen Benton Elkins   | 8               | 4 marca 1895      | 4 stycznia 1911  | Partia Republikańska | Reelekcja w 1900                                               | |
| 5     | Stephen Benton Elkins   | 9               | 4 marca 1895      | 4 stycznia 1911  | Partia Republikańska | Reelekcja w 1906 Zmarł w trakcie pełnienia urzędu w 1911       | |
| Wakat | Wakat                   | Wakat           | 4 stycznia 1911   | 9 stycznia 1911  |                      | 9                                                              | |
| 6     | Davis Elkins            |                 | 9 stycznia 1911   | 31 stycznia 1911 | Partia Republikańska | 9                                                              | Mianowany do kontynuowania kadencji ojca w 1911 Zrezygnował po wyborze następcy                                         |
| 7     | Clarence Wayland Watson |                 | 1 lutego 1911     | 4 marca 1913     | Partia Demokratyczna | 9                                                              | Wybrany do dokończenia kadencji w wyborach specjalnych w 1911 Przegrał wybory w 1912                                    |
| Wakat | Wakat                   | Wakat           | 4 marca 1913      | 1 kwietnia 1913  |                      | 10                                                             | Wybrany senator objął urząd z opóźnieniem                                                                               |
| 8     | Nathan Goff Jr.         |                 | 1 kwietnia 1913   | 4 marca 1919     | Partia Republikańska | 10                                                             | Wybrany w 1912 Nie starał się o reelekcję w 1918                                                                        |
| 9     | Davis Elkins            |                 | 4 marca 1919      | 4 marca 1925     | Partia Republikańska | 11                                                             | Wybrany w 1918 Nie starał się o reelekcję w 1924                                                                        |
| 10    | Guy D. Goff             |                 | 4 marca 1925      | 4 marca 1931     | Partia Republikańska | 12                                                             | Wybrany w 1924 Nie starał się o reelekcję w 1930                                                                        |
| 11    | Matthew M. Neely        |                 | 4 marca 1931      | 12 stycznia 1941 | Partia Demokratyczna | 13                                                             | Wybrany w 1930 |
| 11    | Matthew M. Neely        | 14              | 4 marca 1931      | 12 stycznia 1941 | Partia Demokratyczna | Reelekcja w 1936 Zrezygnował w trakcie trwania kadencji w 1941 | |
| 12    | Joseph Rosier           | 14              |                   | 13 stycznia 1941 | 17 listopada 1942    | Partia Demokratyczna                                           | Mianowany do kontynuowania kadencji w 1941 Przegrał wybory specjalne o dokończenie kadencji w 1942                      |
| 13    | Hugh Ike Shott          |                 | 17 listopada 1942 | 3 stycznia 1943  | Partia Republikańska | 14                                                             | Wybrany do dokończenia kadencji w wyborach specjalnych w 1942 Nie starał się o wybór na pełną, 6-letnią kadencję w 1942 |
| 14    | W. Chapman Revercomb    |                 | 3 stycznia 1943   | 3 stycznia 1949  | Partia Republikańska | 15                                                             | Wybrany w 1942 Przegrał wybory w 1948                                                                                   |
| 15    | Matthew M. Neely        |                 | 3 stycznia 1949   | 8 stycznia 1958  | Partia Demokratyczna | 16                                                             | Wybrany w 1948 |
| 15    | Matthew M. Neely        | 17              | 3 stycznia 1949   | 8 stycznia 1958  | Partia Demokratyczna | Reelekcja w 1954 Zmarł w trakcie pełnienia urzędu w 1958       | |
| Wakat | Wakat                   | Wakat           | 8 stycznia 1958   | 25 stycznia 1958 |                      | 17                                                             | |
| 16    | John D. Hoblitzell Jr.  |                 | 25 stycznia 1958  | 4 listopada 1958 | Partia Republikańska | 17                                                             | Mianowany do kontynuowania kadencji w 1958 Przegrał wybory specjalne o dokończenie kadencji w 1958                      |
| 17    | Jennings Randolph       |                 | 5 listopada 1958  | 3 stycznia 1985  | Partia Demokratyczna | 17                                                             | Wybrany do dokończenia kadencji w wyborach specjalnych w 1958                                                           |
| 17    | Jennings Randolph       | 18              | 5 listopada 1958  | 3 stycznia 1985  | Partia Demokratyczna | Reelekcja w 1960                                               | |
| 17    | Jennings Randolph       | 19              | 5 listopada 1958  | 3 stycznia 1985  | Partia Demokratyczna | Reelekcja w 1966                                               | |
| 17    | Jennings Randolph       | 20              | 5 listopada 1958  | 3 stycznia 1985  | Partia Demokratyczna | Reelekcja w 1972                                               | |
| 17    | Jennings Randolph       | 21              | 5 listopada 1958  | 3 stycznia 1985  | Partia Demokratyczna | Reelekcja w 1978 Nie starał się o reelekcję w 1984             | |
| Wakat | Wakat                   | Wakat           | 3 stycznia 1985   | 15 stycznia 1985 |                      | 22                                                             | Wybrany senator objął urząd z opóźnieniem                                                                               |
| 18    | Jay Rockefeller         |                 | 15 stycznia 1985  | 3 stycznia 2015  | Partia Demokratyczna | 22                                                             | Wybrany w 1984 Objął urząd po dokończeniu kadencji gubernatora                                                          |
| 18    | Jay Rockefeller         | 23              | 15 stycznia 1985  | 3 stycznia 2015  | Partia Demokratyczna | Reelekcja w 1990                                               | |
| 18    | Jay Rockefeller         | 24              | 15 stycznia 1985  | 3 stycznia 2015  | Partia Demokratyczna | Reelekcja w 1996                                               | |
| 18    | Jay Rockefeller         | 25              | 15 stycznia 1985  | 3 stycznia 2015  | Partia Demokratyczna | Reelekcja w 2002                                               | |
| 18    | Jay Rockefeller         | 26              | 15 stycznia 1985  | 3 stycznia 2015  | Partia Demokratyczna | Reelekcja w 2008 Nie starał się o reelekcję w 2014             | |
| 19    | Shelley Moore Capito    |                 | 3 stycznia 2015   | nadal            | Partia Republikańska | 27                                                             | Wybrana w 2014 |
| 19    | Shelley Moore Capito    | 28              | 3 stycznia 2015   | nadal            | Partia Republikańska | Reelekcja w 2020                                               | |